# Kokdala
Kokdala (chinesisch 可克達拉市 / 可克达拉市, Pinyin Kěkèdálā Shì; uigurisch كۆكدالا شەھىرى, Yengi Kɵkdala Xəⱨiri) ist eine direkt der Gebietsregierung (und nicht wie andere kreisfreie Städte der Bezirksebene) unterstehende kreisfreie Stadt im Norden des Uigurischen Autonomen Gebiets Xinjiang der Volksrepublik China. Sie liegt im Kasachischen Autonomen Bezirk Ili und wurde erst am 18. März 2015 als Stadt geschaffen. Sie ist damit die achte Stadt des Xinjiang Produktions- und Konstruktions-Corps. Die Stadt umfasst 980 km² und hat ca. 80.000 Einwohner.